# بياتريس فيو
بياتريس ماريا أديلايد مارزيا فيو، المعروفة باسم بيبي فيو (من مواليد 4 مارس 1997) هي مبارزة على كرسي متحرك إيطالي، بطلة أوروبا لعامي 2014 و 2016، بطلة العالم لعامي 2015 و 2017، وبطلة الألعاب البارالمبية لعام 2016 في فئة ب لسيف الشيش.

## سيرة
وُلدت بيبي فيو في البندقية في 4 مارس 1997 لتكون الثانية من بين ثلاثة أشقاء وترعرعت في موغليانو فينيتو [الإنجليزية].
في أواخر عام 2008، عندما كانت تبلغ من العمر 11 عامًا، أصيبت بالتهاب سحائي حاد تسبب لها في التهابات، ثم بتر لساقيها من الركبة، وكلا ذراعيها من الساعد. بعد أكثر من ثلاثة أشهر من إعادة التأهيل المكثف، تمكنت من العودة إلى الرياضة.
في طفولتها، أولعت بثلاثة أمور، والتي تسميها بـ«السينات الثلاث» : المدرسة (بالإيطالية: scuola)‏، المبارزة (بالإيطالية: scherma)‏، التي تعلمتها عندما كانت في الخامسة من عمرها، والكشافة (بالإيطالية: scoutismo)‏.

## ألعاب القوى
فيو هي بطلة المبارزة على كرسي متحرك [الإنجليزية]. وهي تستخدم أطرافًا اصطناعية خاصة لحمل سيف الشيش المعدني الخاص بها والمبارزة من الكتف. شاركت تحت إشراف فيديريكا بيرتون وأليس إسبوزيتو في أول مسابقة مبارزة على الكراسي المتحركة في عام 2010. ألهمت تجربتها والديها لتأسيس منظمة غير ربحية Art4sport Onlus، والتي تروج للرياضة للشباب المبتورين.
كانت دورة الألعاب البارالمبية الصيفية لعام 2012 في وقت مبكر جدًا من حياتها المهنية كي تشارك فيها، ولكن اختيرت لحمل شعلة في حفل الافتتاح بعد حملة عبر الإنترنت حيث قام أكثر من 1000 شخص بإرسال بريد إلكتروني إلى اللجنة البارالمبية الدولية لدعم ترشيحها.
في عام 2013، فازت بكأس العالم لأول مرة في مونتريال بعد أن هزمت الحائزة على الميدالية الفضية الأولمبية جيونجي داني [الإنجليزية]. لهذا الأداء، اختارتها اللجنة البارالمبية الدولية أفضل رياضية بارالمبية لهذا الشهر.
في أوائل موسم 2013-14، توقفت مؤقتًا للتركيز على دراستها، لكنها عادت في يونيو وفازت في منافسات الفردي والفرق في بطولة أوروبا. في نهاية العام، منحتها اللجنة البارالمبية الإيطالية وسام «أفضل رياضي إيطالي في الألعاب البارالمبية للعام»، وهو لقب مشترك مع أوكسانا كورسو. في عام 2015، أصبحت بطلة العالم بعد أن هزمت داني 15-4 في النهائي. عُينت سفيرة لمعرض ميلان إكسبو 2015 ونشرت سيرتها الذاتية، «أعطوني حلما» (بالإيطالية: Mi hanno regalato un sogno)‏.
في موسم 2015-16، حصلت على جائزة مانجياروتي (بالإيطالية: Mangiarotti)‏من اللجنة الأولمبية الوطنية الإيطالية. فازت بلقبها الأوروبي الثاني في كاسال مونفيراتو، متفوقة على الروسية إيرينا ميشوروفا. في يوليو / تموز، خسرت في نهائي كأس العالم في وارسو أمام الروسية فيكتوريا بويكوفا، والتي أنهت سلسلة انتصاراتها 11 متتالية في أحداث كأس العالم. ومع ذلك، فقد تأهلت إلى دورة الألعاب البارالمبية الصيفية لعام 2016 كأفضل مبارزة في فئتها. في ريو، خرجت من مرحلة البلياردو دون أن تهزم، وفازت بخمس مواجهات في البلياردو في 5-0. في الدور ربع النهائي، هزمت البولندية مارتا ماكوفسكا بنتيجة 15-6، ثم تغلبت على المدافعة عن البطل البارالمبي الصيني فانغ ياو، يوم 15-1. في النهائي التقت جينغجينغ تشو الصينية. بعد أن أخذت زمام المبادرة في وقت مبكر، انقطعت المباراة عندما ذهب طرف رقاقة خصمها بطريق الخطأ إلى قناعها. بعد تطبيق الجليد، فازت 15-7، وفازت بالميدالية الذهبية في أولمبياد المعاقين.
حصلت على جائزة أمريكا من مؤسسة إيطاليا والولايات المتحدة الأمريكية في عام 2018.

## المدافع
نتيجة لمرضها وشفائها، أصبحت فيو «مناضلة شرسة للتلقيح المبكر».

## روابط خارجية
- بياتريس فيو على موقع Paralympic.org (الإنجليزية)
- بياتريس فيو على موقع CONI honoured athlete website (الإيطالية)
- الملف الشخصي في rio2016.com